# Desa Citapen (administrativ by i Indonesien, lat -6,90, long 108,53)
Desa Citapen är en administrativ by i Indonesien.   Den ligger i provinsen Jawa Barat, i den västra delen av landet, 200 km öster om huvudstaden Jakarta.